# Lửng châu Mỹ
Lửng châu Mỹ (Taxidea taxus) là loài lửng Bắc Mỹ, tương tự vẻ bề ngoài với lửng châu Âu. Nó được tìm thấy ở phía tây và trung nước Mỹ, phía bắc México, và miền trung Canada, cũng như các vùng ở tây nam British Columbia.
Lửng châu Mỹ có môi trường sống là đồng cỏ trống với các con mồi sẵn có (như chuột nhắt, sóc và Macmot châu Mỹ).

## Hình ảnh

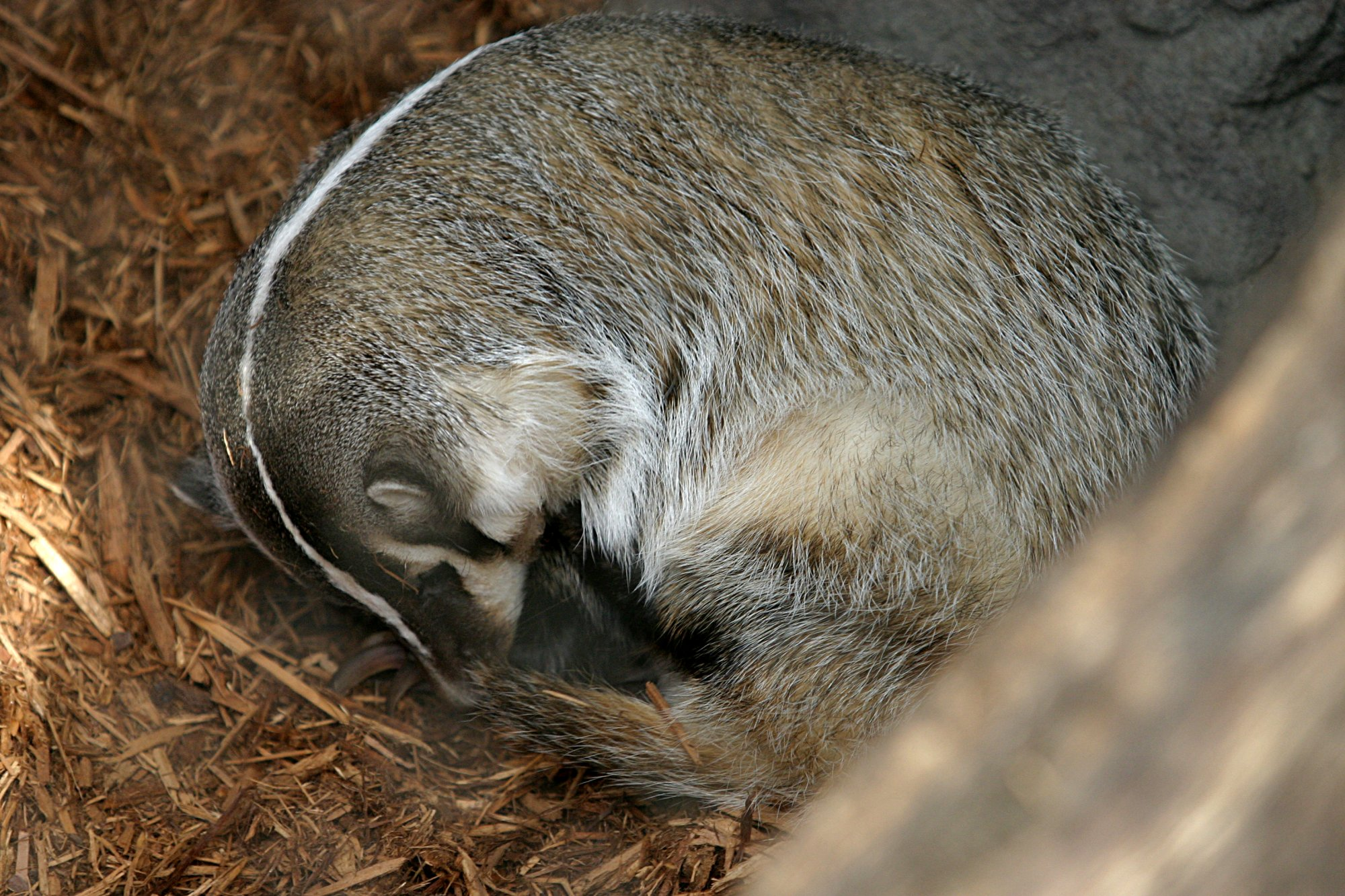
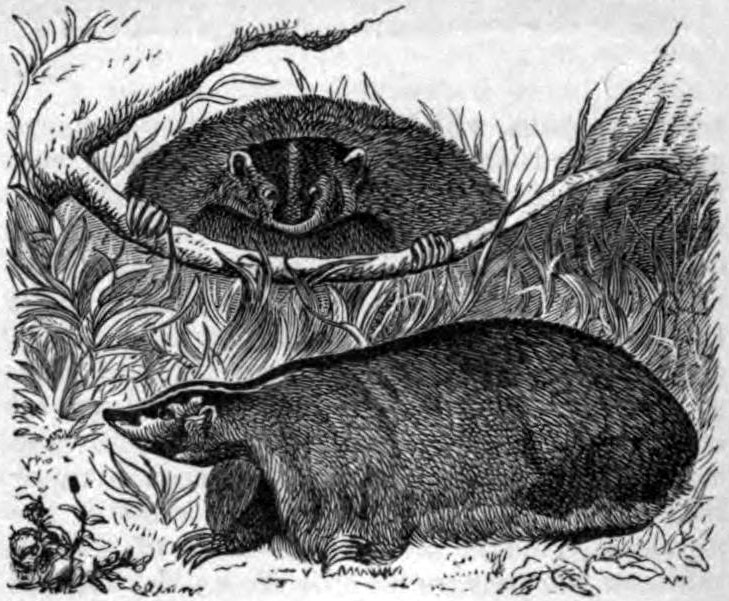
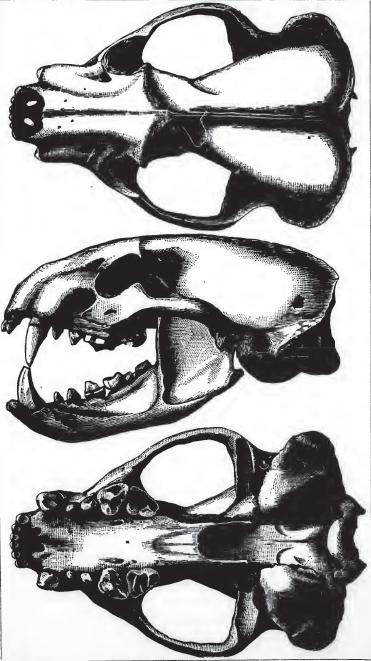
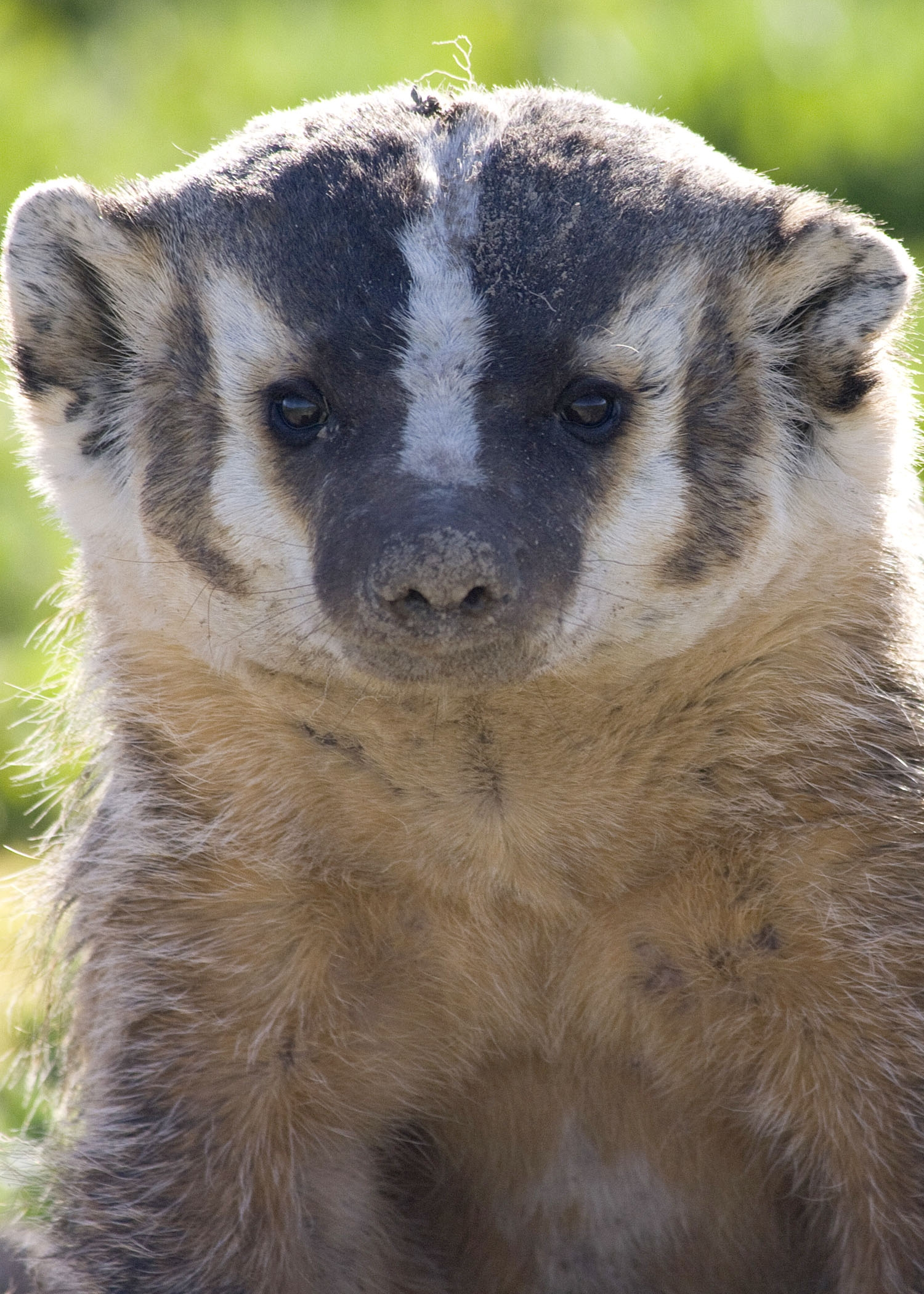

## Nghiên cứu thêm
- Shefferly, N. 1999. "Taxidea taxus" (On-line), Animal Diversity Web. Truy cập ngày 15 tháng 4 năm 2007 at University of Michigan Museum of Zoology
- Whitaker, John O. (ngày 12 tháng 10 năm 1980). The Audubon Society Field Guide to North American Mammals. Alfred A. Knopf. tr. 745. ISBN 0-394-50762-2.